# Marianne Moore
Marianne Craig Moore (Kirkwood, 15 novembre 1887 – New York City, 5 febbraio 1972) è stata una poetessa e scrittrice statunitense appartenente al modernismo.

## Biografia
Marianne Moore nacque a Kirkwood (Missouri), nella casa parrocchiale della chiesa presbiteriana di cui il nonno materno, John Riddle Warner, era il pastore. Figlia di un ingegnere e inventore, John Milton Moore, e di sua moglie, Mary Warner, Marianne crebbe nella casa del nonno, il padre essendo stato ricoverato in un ospedale psichiatrico prima della sua nascita. Nel 1905 la Moore frequentò il Bryn Mawr College in Pennsylvania e si laureò quattro anni dopo. Ha insegnato all'Indian Industrial School di Carlisle, fino al 1915, quando cominciò a pubblicare poesie professionalmente.
In parte a causa dei suoi diversi viaggi in Europa prima della prima guerra mondiale, Marianne Moore attrasse l'attenzione di vari poeti, tra cui Wallace Stevens, William Carlos Williams, Hilda Doolittle, T. S. Eliot ed Ezra Pound. Dal 1925 al 1929, la Moore lavorò come editrice della rivista letteraria e culturale The Dial. Questo le diede un ruolo simile a quello di Pound e la possibilità d'incoraggiare poeti promettenti, tra cui Elizabeth Bishop, Allen Ginsberg, John Ashbery e James Merrill, 
di pubblicare i suoi primi lavori, e di raffinare la sua tecnica poetica.

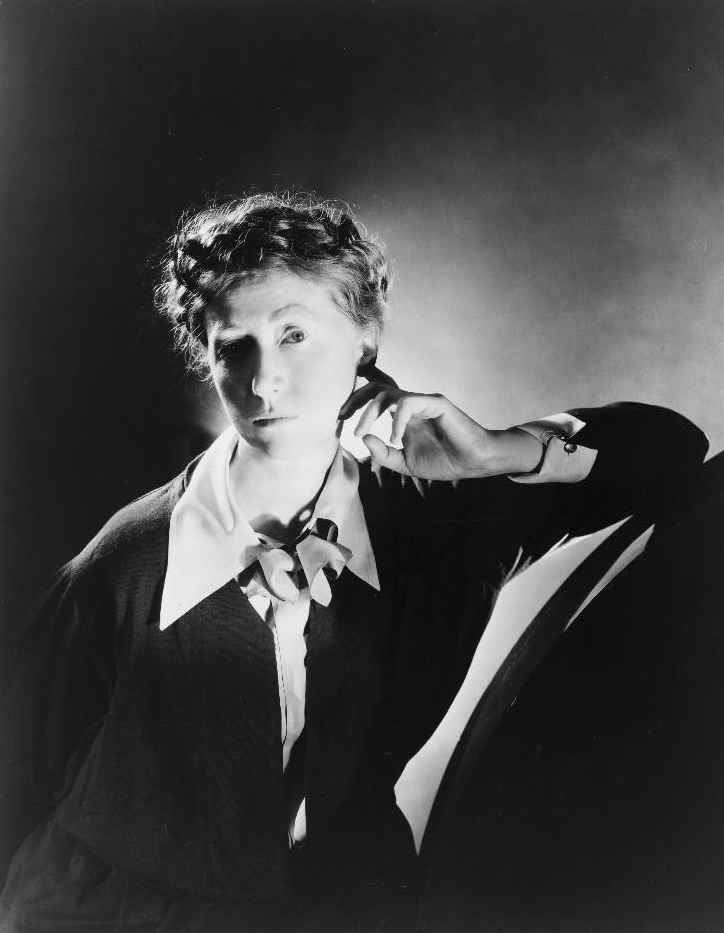
Fotografia di George Platt Lynes (1935)

Nel 1933, la Moore ricevette il premio Helen Haire Levinson Prize dalla rivista Poetry. Il suo Collected Poems del 1951 fu il suo lavoro più premiato: ha ricevuto il Premio Pulitzer per la poesia, il National Book Award, e il Premio Bollingen per la poesia. Moore divenne una celebrità minore nei circoli letterari di New York. Si recava ad incontri di pugilato, partite di baseball e altri eventi pubblici vestita in quello che divenne poi il suo abbigliamento tipico, un cappello a tricorno e un mantello nero. Appassionata di atletica e di atleti, era una grande ammiratrice di Muhammad Ali, per il quale scrisse un'introduzione al suo album I Am the Greatest!. Vincitrice della Medaglia Robert Frost nel 1967, ha continuato a pubblicare poesie in varie riviste, incluse The Nation, The New Republic e Partisan Review, oltre che a pubblicare diversi libri e raccolte di poesie e critiche.
Marianne Moore è stata in corrispondenza per qualche tempo con Joseph Cornell, W. H. Auden ed Ezra Pound, durante l'incarcerazione di quest'ultimo.

## Opere tradotte in italiano
- L'insidiosa modestia della corazza: poesie, traduzione di Giovanni Galtieri, Guanda, Parma, 1962
- Omaggio a Marianne Moore, versione di Mary de Rachewiltz, All'insegna del pesce d'oro, Milano, 1964
- Tutte le poesie, 2 voll. (volume I: Il basilisco piumato; volume II: Come una fortezza), a cura di Lina Angioletti e Gilberto Forti, Rusconi, Milano, 1972-1974; con il titolo Le poesie, Adelphi, Milano, 1991
- Unicorni di mare e di terra : poesie 1935-1951, traduzione di Giovanni Galteri, Rizzoli, Milano, 1981